# Вишњан
Вишњан (итал. Visignano) је насељено место и седиште општине у Истарској жупанији, Хрватска. До територијалне реорганизације у Хрватској налазио се у саставу бивше велике општине Пореч.

## Становништво
На попису становништва 2011. године, општина Вишњан је имала 2.274 становника, од чега у самом Вишњану 694.

## Попис1991.
На попису становништва 1991. године, насељено место Вишњан је имало 621 становника, следећег националног састава:
| Попис 1991.‍  | Попис 1991.‍  | Попис 1991.‍ | Попис 1991.‍ | Попис 1991.‍ |
| ------------ | ------------ | ----------- | ----------- | ----------- |
|              |              |             |             |             |
| Хрвати       | Хрвати       |             | 331         | 53,30%      |
| Италијани    | Италијани    |             | 55          | 8,85%       |
| Срби         | Срби         |             | 17          | 2,73%       |
| Југословени  | Југословени  |             | 8           | 1,28%       |
| Муслимани    | Муслимани    |             | 5           | 0,80%       |
| Пољаци       | Пољаци       |             | 1           | 0,16%       |
| Словенци     | Словенци     |             | 1           | 0,16%       |
| неопредељени | неопредељени |             | 2           | 0,32%       |
| регион. опр. | регион. опр. |             | 177         | 28,50%      |
| непознато    | непознато    |             | 24          | 3,86%       |
| укупно: 621  |              |             |             |             |